# Меньшиков, Даниил Михайлович
Даниил Михайлович Меньшиков (род. 12 июля 1956 года, Новосибирск, РСФСР, СССР) — советский и российский художник, член Союза художников СССР и Союза художников России, Заслуженный художник Российской Федерации (2011).

## Биография
Даниил Меньшиков родился 12 июля 1956 года в Новосибирске.
С 1975 по 1978 год занимался в качестве вольнослушателя в Академии художеств в г.Ленинграде(Санкт-Петербурге)
В 1986 году закончил Московский художественный институт имени В. И. Сурикова.
С 2003 по 2014 год был членом правления Новосибирского отделения Союза художников России.
С 2015 года живёт и трудится в Москве.

## Творческая деятельность
Художника привлекают такие виды изобразительного искусства и художественной техники как графика, живопись, офорт, темпера, акварель, гуашь, акрил, смешанная и авторская техники.
Даниил Меньшиков проиллюстрировал некоторые детские книги, которые были опубликованы в Новосибирском книжном издательстве и Сибирском отделении издательства «Детская литература».

## Участие в выставках
- V зональная художественная выставка «Сибирь социалистическая» (1980, Барнаул)
- VII Всесоюзная выставка акварели (1984, Москва)
- Выставка «Вильнюсский приз» (1991, Вильнюс)
- I Бьеннале печатной графики (1993, Маастрихт, Нидерланды)
- III Биеннале графики (1994, Белград Югославия)
- I Биеннале графики (1994, Калининград)  Приз института Мирового океана
- X международная выставка графики Института культуры и искусства Catanya (1995, Италия)
- Выставка «Транзит» (1996, Новосибирск—Челябинск—Екатеринбург)
- Региональная выставка-конференция «Человек в пространстве и времени» (1996, Омск)
- Выставка «Неизвестная Россия» (1998, Amsab-museum, Gent, Бельгия)
- Выставка «De Bosuil» (1998, Owerijse, Бельгия)
- II независимая Международная Биеннале графики БИН-2004 (Санкт-Петербург)
- «След» (2004, Красноярск)
- Всесибирская выставка-конкурс современного искусства Сибири «Пост №1» (2005, Омск)
- Фестиваль «Диалоги» (2007, галерея Тонино Гуэрры, ЦВЗ «Манеж», Москва)
- Х Региональная художественная выставка «Сибирь» (2008, Новосибирск)
- Выставка «Сибирский миф. Голоса территорий» (2008, ГРМ, Санкт-Петербург)
- Выставка «Арт-Манеж» (2008, 2009, ЦВЗ «Манеж», Москва)
- Республиканская художественная выставка «Россия-XI» (2009, Москва)
- Выставка «Осенний вернисаж» (2010, Красноярск)
- III Всероссийская выставка акварели (2010, Курган)
- Межрегиональная художественная выставка «Красный проспект» (2011, Новосибирск)
- I Всесибирская выставка-конкурс автопортрета «Прямая речь» (2011, Кемерово)
- Межрегиональная художественная выставка «Проспект Мира – Красный проспект» (2012, Красноярск)

### Персональные выставки
- Новосибирск (1994, 1995, 1997, 1998, 2001, 2003, 2004, 2005, 2010).
- Москва (1999, ЦДХ)
- Новокузнецк (2000)
- Омск (2000)
- Figueras, Испания (2002)
- Санкт-Петербург (2007)
- Томск (2009)
- Висбаден, Германия (2015)

## Награды
Приз института мирового океана Первого бьеннале графики (1994, Калининград), призы выставочных конкурсов «Гамбургский счет» (1995 и 1996; Новосибирск), приз III Международной бьеннале графики (2001, Новосибирск), медаль лауреата и Диплом десятой региональной художественной выставки «Сибирь» (2008, Новосибирск), диплом второй степени Всесибирской выставки автопортрета (2011, Кемерово), диплом Союза художников России за произведения представленные на художественной выставке «Проспект Мира – Красный проспект» (2012, Красноярск). Кроме того, в 2008 году художник внесен в Золотую книгу культуры Новосибирской области в номинации «Династия».